# Шольтвадкерт
Шольтвадкерт (венг. Soltvadkert) — город в медье Бач-Кишкун в Венгрии. Город занимает площадь 108,86 км², на которой проживает 7484 жителя (на 1.01.2015).
Шольтвадкерт является центром одного из крупнейших винных регионов Венгрии. В его окрестностях под виноградники занято более чем 8000 га земель. Шольтвадкерт является родиной одного из самых известных сортов винограда. Город ежегодно производит около 250—300 тысяч гектолитров вина.
Шольтвадкерт — один из самых посещаемых туристами городов Венгрии.

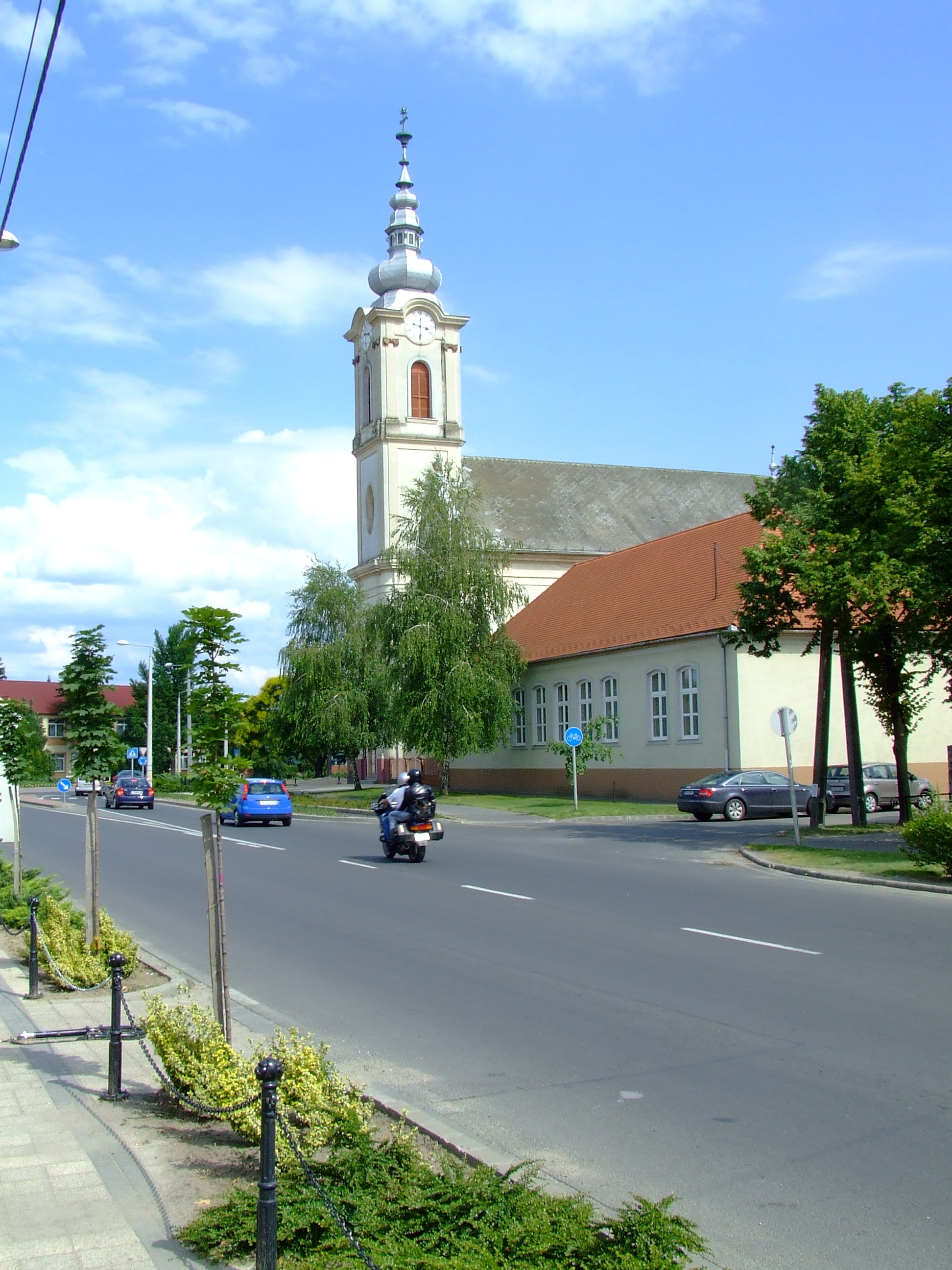
Евангелистская церковь
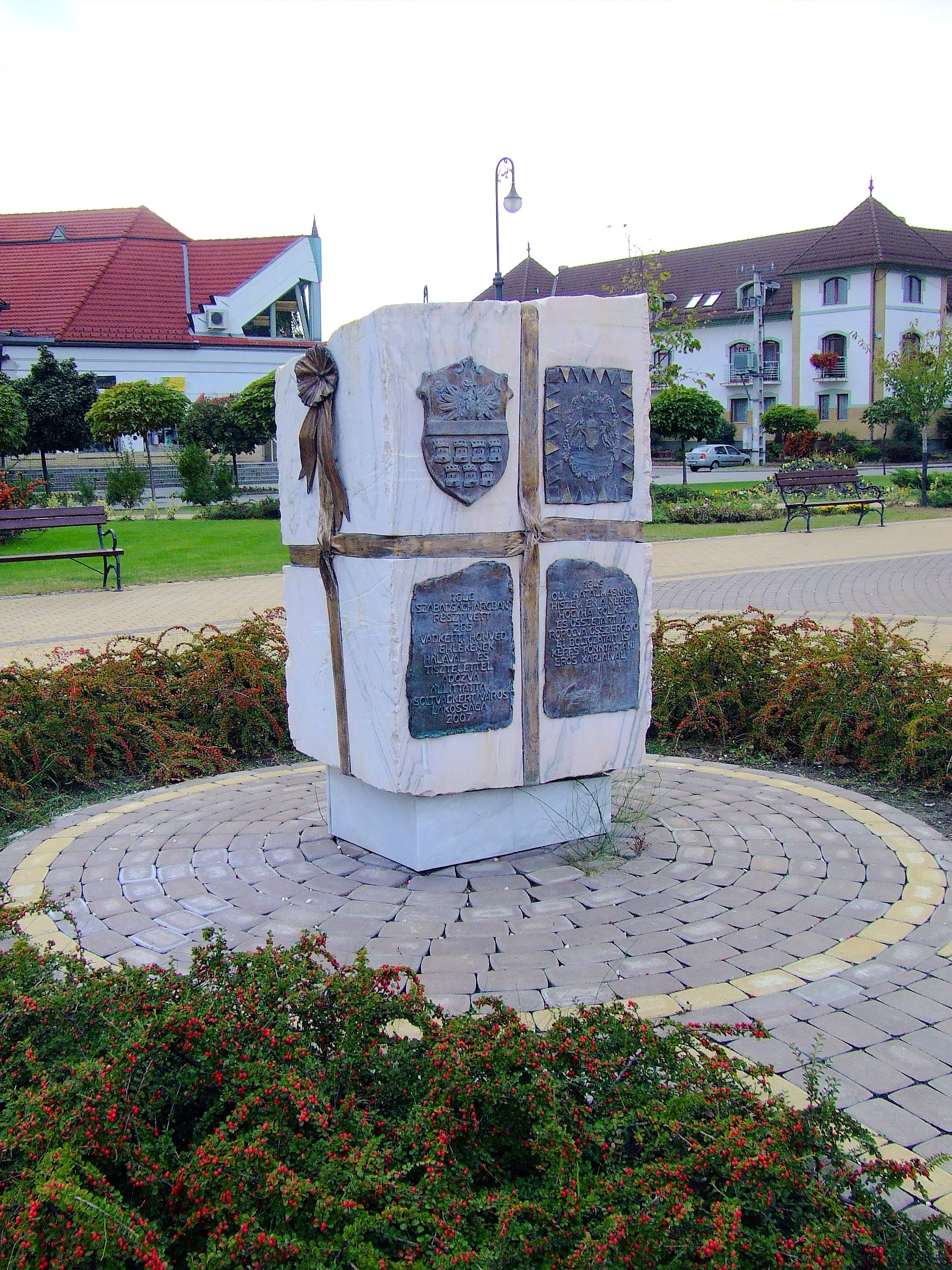
Памятник участникам венгерской революции 1848—1849 г.
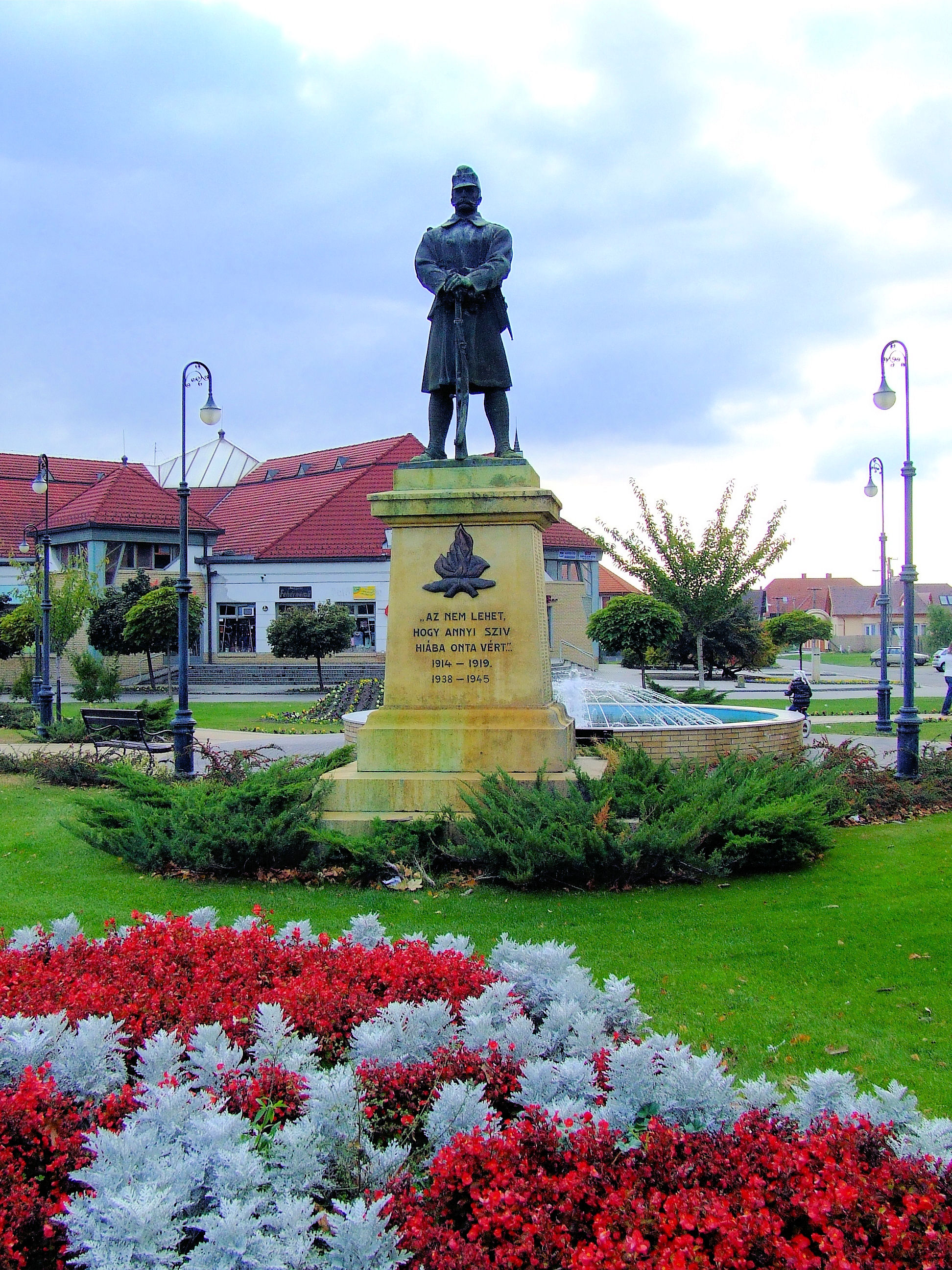
Памятник участникам Первой мировой войны
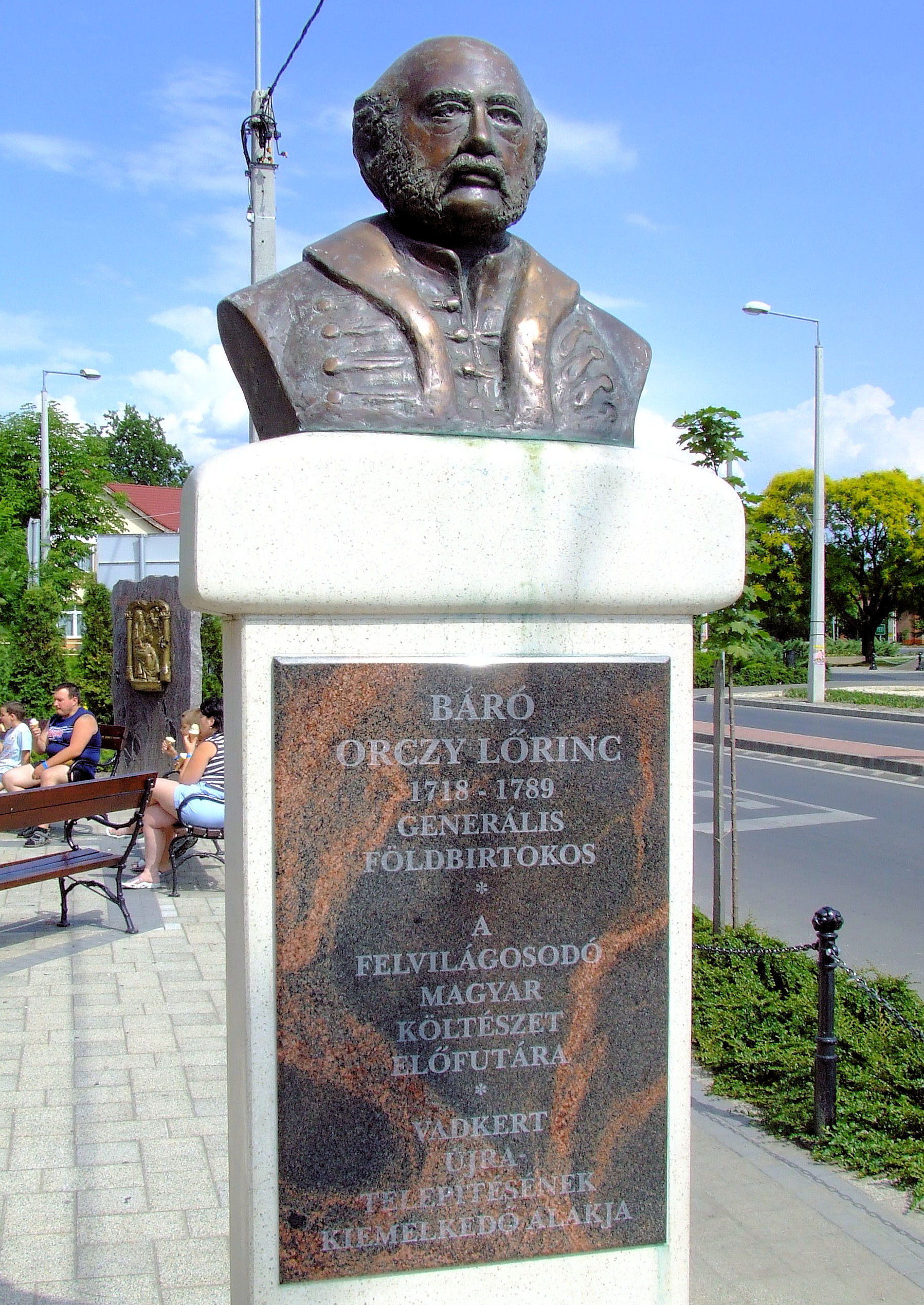
Бюст поэта Лёринца Орци

## Население
| Год  | Численность | Численность |
| ---- | ----------- | ----------- |
| 2013 | 7487        | [ 2 ]       |
| 2014 | 7510        | [ 3 ]       |
| 2015 | 7484        | [ 4 ]       |
| 2016 | 7405        | [ 5 ]       |
| 2017 | 7372        | [ 6 ]       |
| 2018 | 7342        | [ 7 ]       |
| 2021 | 7168        | [ 8 ]       |
| 2022 | 7022        | [ 9 ]       |
| 2023 | 6980        | [ 10 ]      |
| 2024 | 6913        | [ 1 ]       |

## Города-побратимы
- Бодельсхаузен, Германия